# Угхелен
Угхелен (нід. Ugchelen) — село в нідерландській провінції Гелдерланд. Входить до муніципалітету Апелдорн.

## Галерея

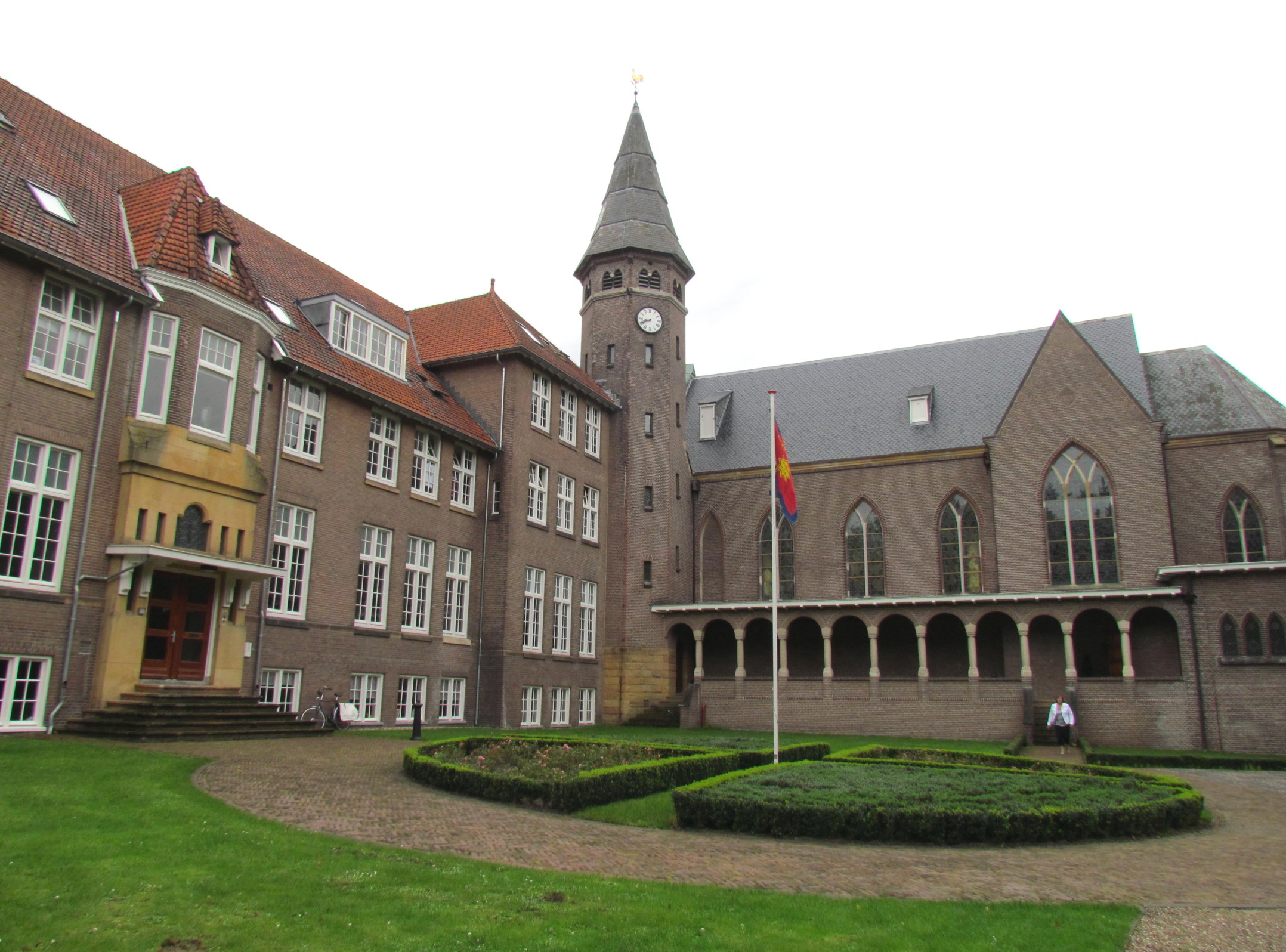
Каплиця
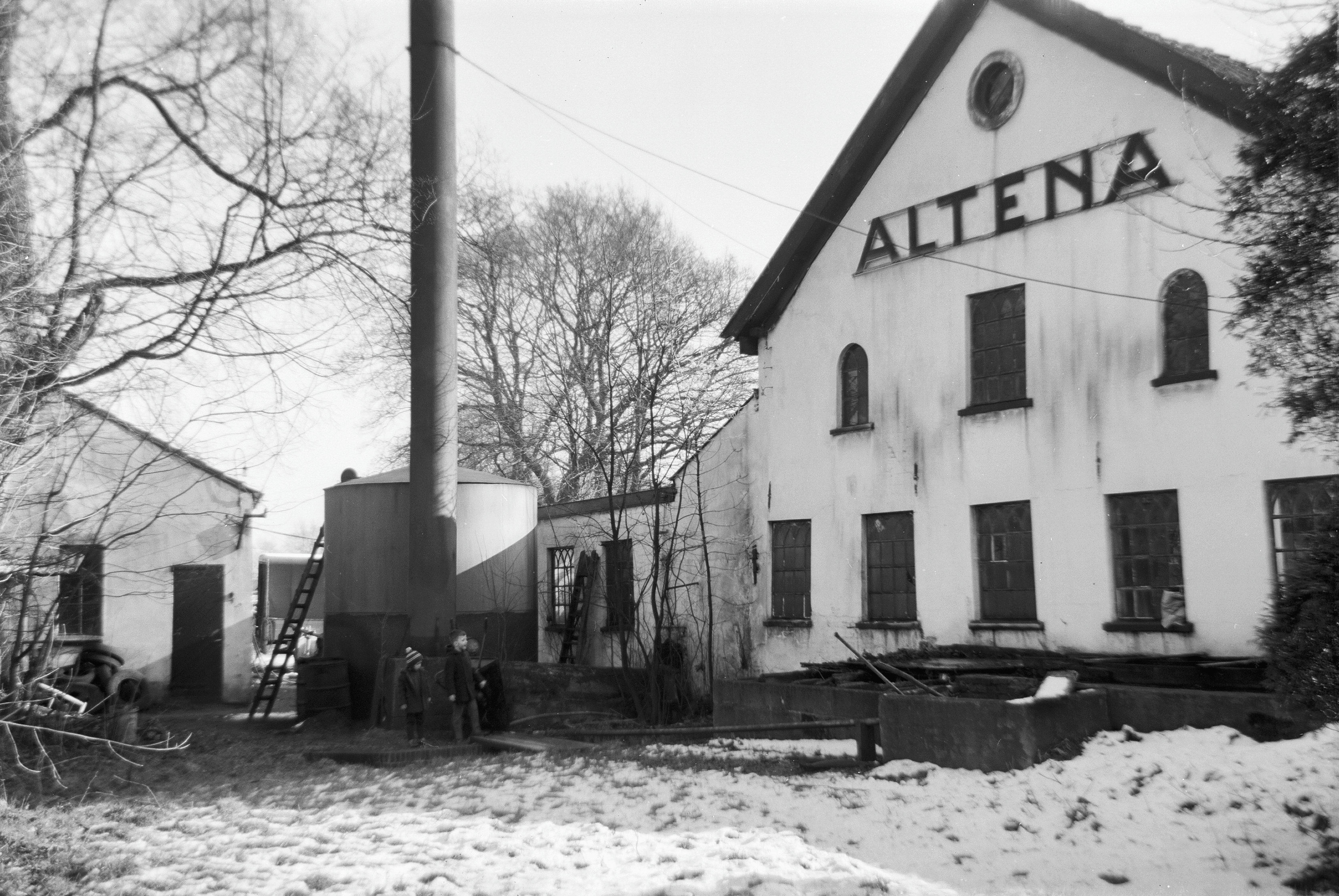
Фабрична будівля
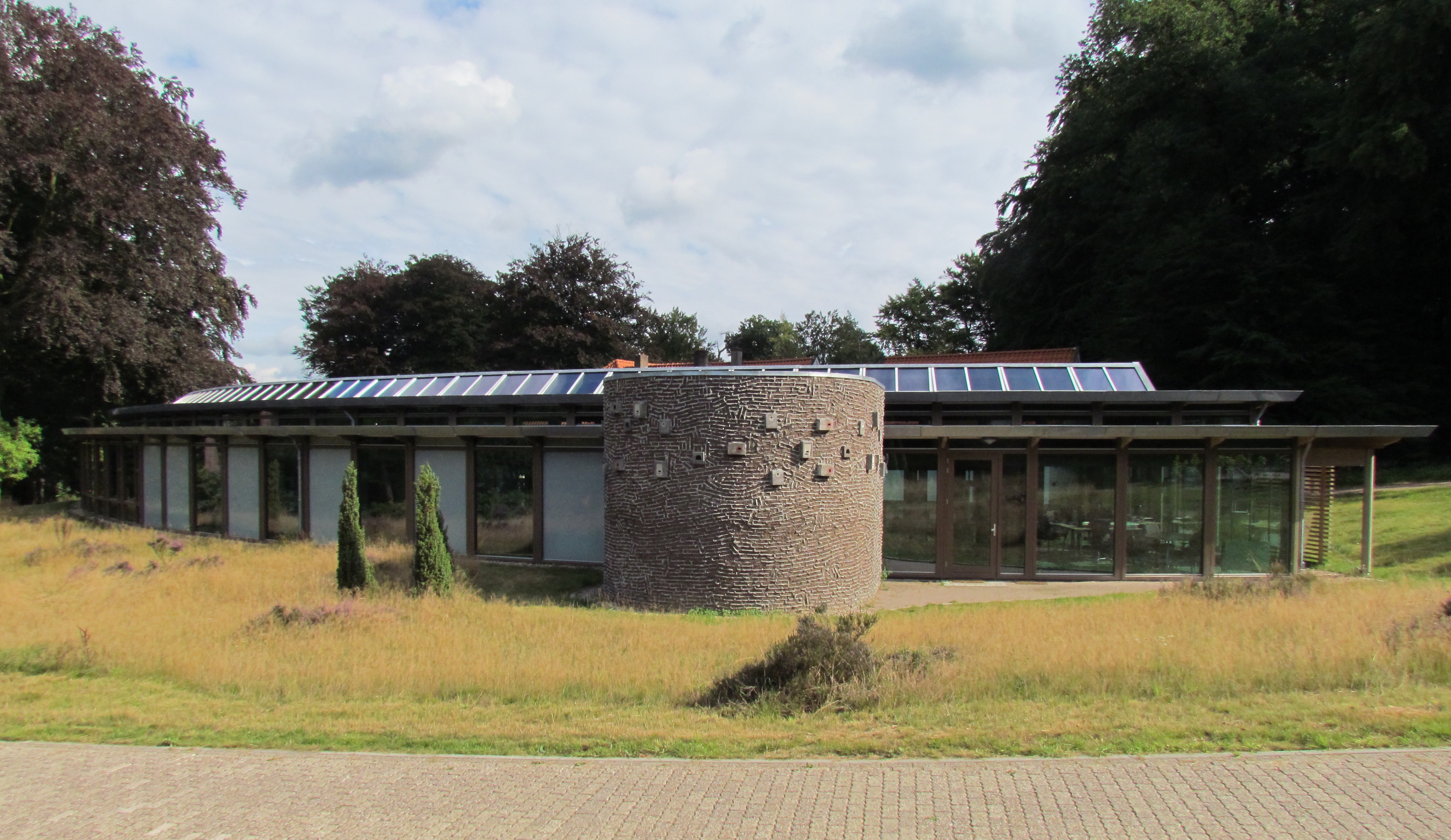
Офіс лісового господарства
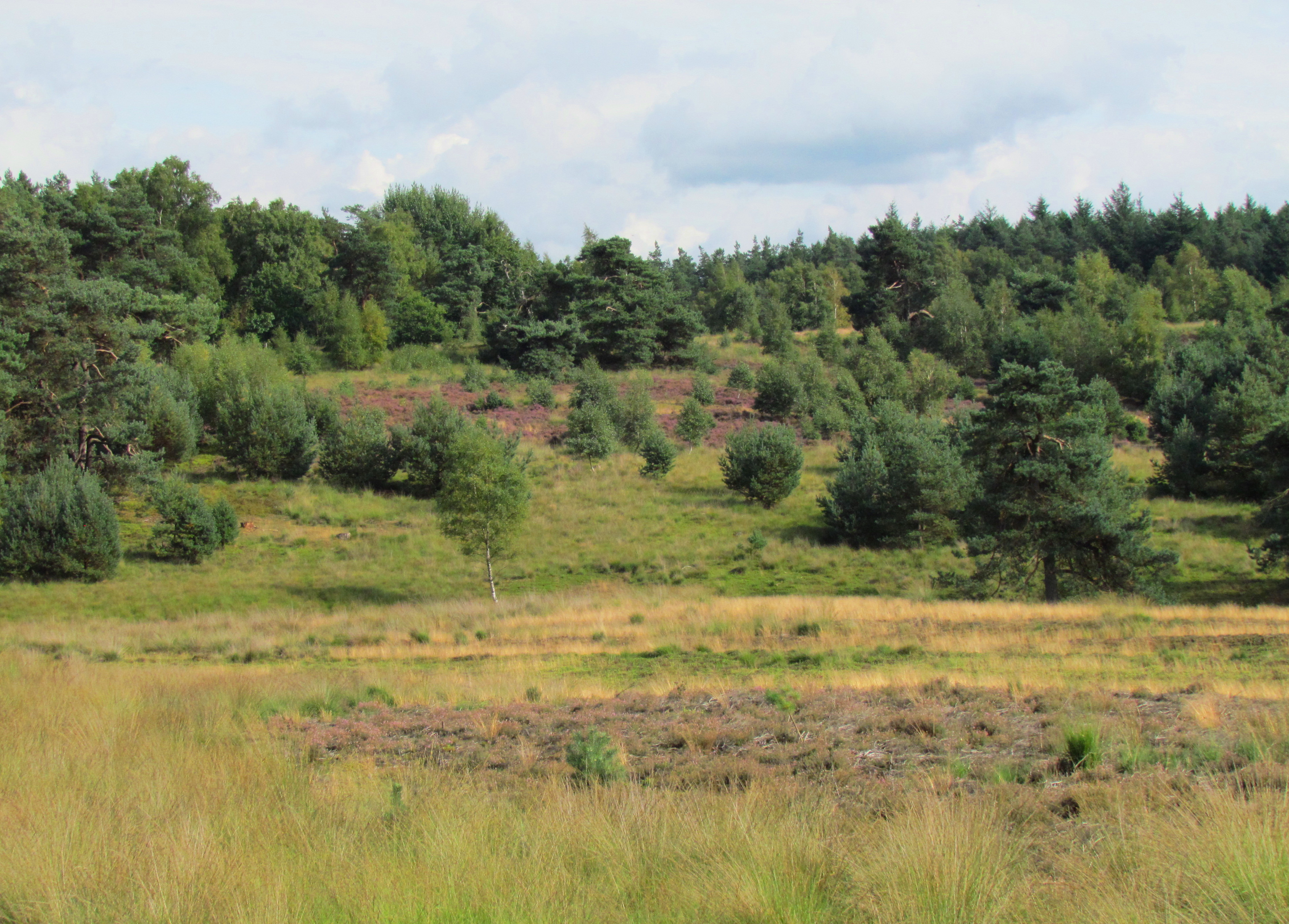